# デマー・デローザン
デマー・ダーネル・デローザン（DeMar Darnell DeRozan, 1989年8月7日 - ）は、アメリカ合衆国カリフォルニア州コンプトン出身のプロバスケットボール選手。NBAのサクラメント・キングスに所属している。ポジションは、フォワード。

## 経歴

### 幼少期
カリフォルニア州コンプトンで幼少期を過ごした。コンプトンは全米で最も危険な地域の1つとして知られ、5歳の時に叔父がギャングの抗争に巻き込まれて死亡、17歳の時に親友がギャンブルに負けて殺害されている。
コンプトンで最も有力なギャングの1つであるクリップスでは、将来有望なアスリートには手を出してはならないという暗黙のルールがあった。そのため、警察や暴力団同士の抗争で多くの命が落とされるコンプトンにおいて、幼少期から突出した才能をデローザンはクリップスの庇護のもと、バスケットボール選手としての能力を伸ばしていった。コンプトン高等学校時代には、その高い身体能力から全米トップ5プロスペクトと評価された。

### カレッジ
USCで1年間活躍した後、2009年のNBAドラフトにエントリーし、全体9位でトロント・ラプターズに指名された。

### トロント・ラプターズ

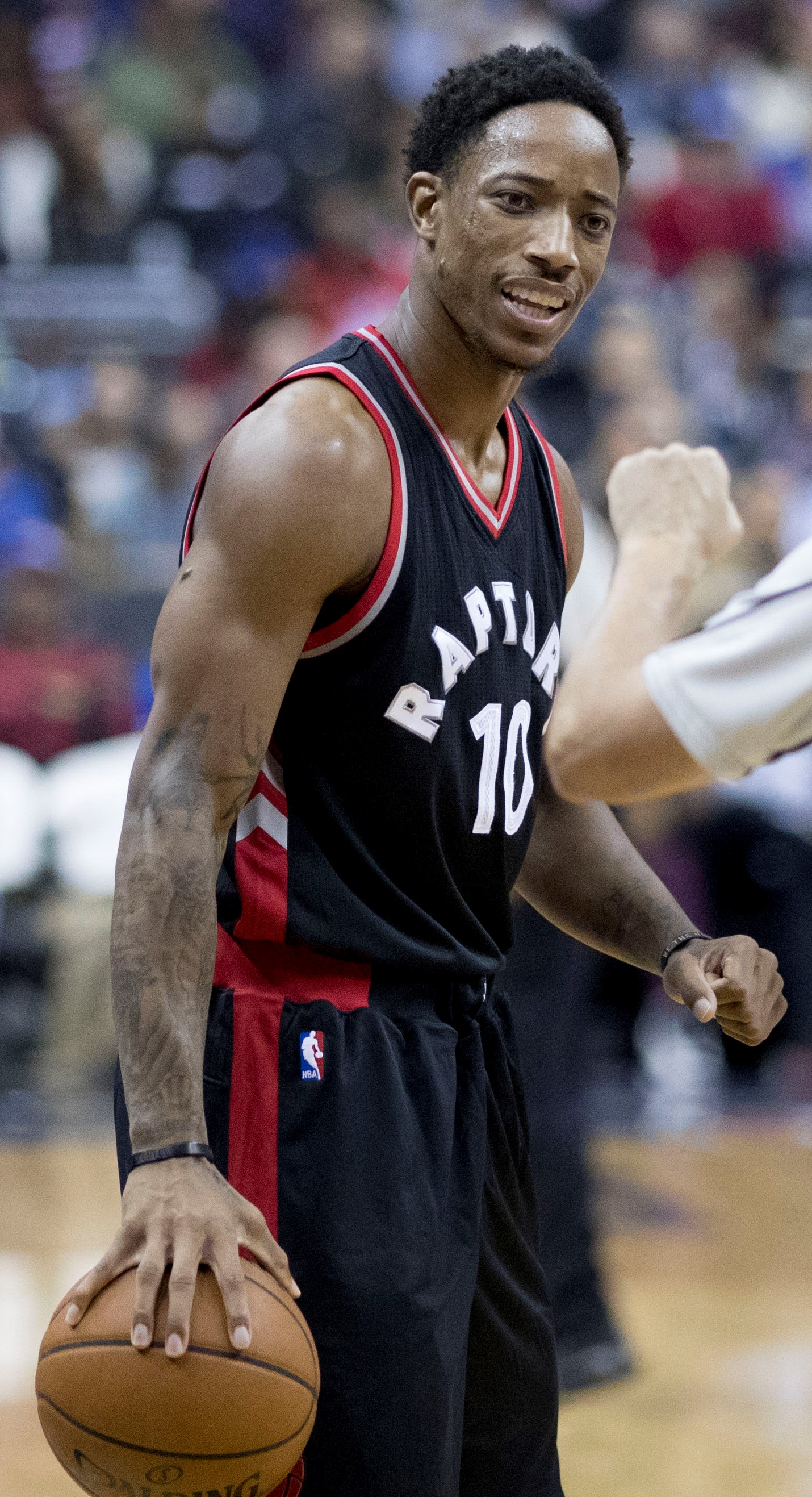
トロント・ラプターズでのデローザン
（2016年）

1年目から主力として活躍し、エースに君臨。5年目となった2013-14シーズンは、自己最高の平均22.7得点を記録し、初のNBAオールスターゲームに出場。そして2008年以来のプレーオフ出場に貢献した。
2016年のエア・カナダ・センターで開催されたオールスターゲームにも出場。2016年3月4日のポートランド・トレイルブレイザーズ戦では、NBA新記録となる1試合24本連続のフリースロー成功を記録するなど、エースとして申し分のない活躍を見せ、ラプターズをチーム史上初のカンファレンスファイナルまで導いた。
2016年7月1日、ラプターズと5年総額1億3900万ドルで再契約した。
2016-17シーズン開幕戦となったデトロイト・ピストンズ戦で、デローザンは40得点を記録し、2003年にヴィンス・カーターが記録した1試合39得点を上回るラプターズのチーム新記録を樹立。2017年1月19日には、NBAオールスターゲームにファン投票で出場が決定した。

#### 2017-18シーズン
2018年1月1日に行われたミルウォーキー・バックス戦でキャリアハイ、球団最多記録となる52得点を記録した。チームはオーバータイムの末131-127で勝利した。これまでの最多記録はビンス・カーターとテレンス・ロスが保持していた51得点だった。2018年2月18日にロサンゼルスのステイプルズ・センターで行われるNBAオールスターゲームに先発出場することが発表された。2018年2月1日、1月のイースタンカンファレンス月間最優秀選手に選ばれた。2月2日に行われたポートランド・トレイルブレイザーズ戦で35得点、キャリア・ハイとなる6本の3Pシュートを記録し、試合はラプターズが130-105で勝利した。2月24日に行われたミルウォーキー・バックス戦で33得点、8リバウンドを記録し、試合はオーバータイムの末バックスに122-119で敗れた。3月7日に行われたデトロイト・ピストンズ戦で42得点を記録し、試合はオーバータイムの末ラプターズが121-119で勝利した。3月31日に行われたボストン・セルティックス戦で32得点、7リバウンド、7アシストを記録したが、試合はセルティックスに110-99で敗れた。
プレーオフ1回戦、対ワシントン・ウィザーズの第2戦目で37得点を記録し、試合は130-119で勝利した。第4戦で35得点、6リバウンド、6アシストを記録したが、試合は106-98で敗れた。

### サンアントニオ・スパーズ

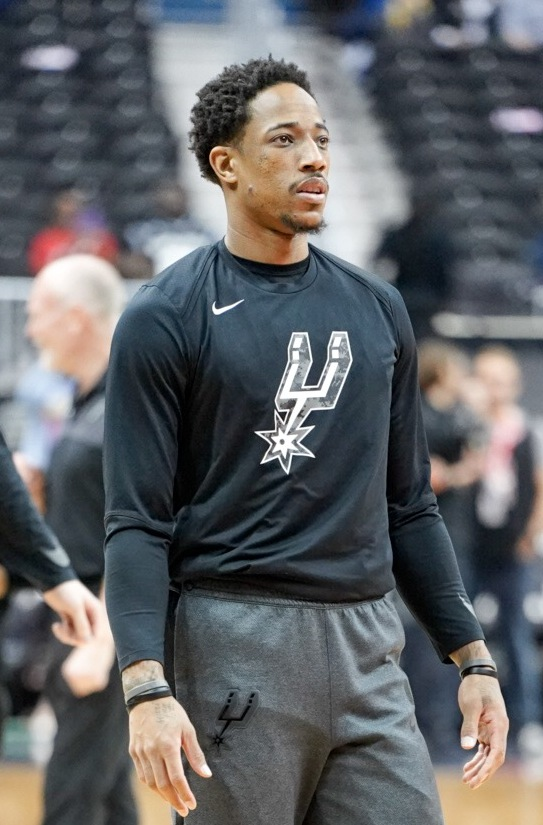
サンアントニオ・スパーズでのデローザン
（2019年）

2018年7月18日にカワイ・レナード、ダニー・グリーンとのトレードで、ヤコブ・パートル、2019年のドラフト1巡目指名権と共にサンアントニオ・スパーズに移籍した。

### シカゴ・ブルズ
2021年8月11日にサイン・アンド・トレードでシカゴ・ブルズへ移籍し、ブルズと3年総額8500万ドルの契約を結んだ。この契約は、米国有数の報道サイトであるブリーチャー・リポートに「2021年最悪の契約」と称された。しかしシーズンが開幕するとキャリアハイの成績をおさめ、2022年のNBAオールスターゲームにスターターとして選出された。とくに、試合最終盤の第4クォーターに雌雄を決する重要なショットを多数決めることから、一部メディアから「King of the Fourth」（第4クォーターの王）と称された。
2021年12月31日のインディアナ・ペイサーズ戦で1点差の場面でチームメイトのコービー・ホワイトがアリウープパスに触れた事で相手が落としたボールをそのままフロントコートへ運び、逆転のブザービーターを3ポイントシュートで沈めた。翌日の2022年1月1日のワシントン・ウィザーズ戦では、第4クオーター117-116とリードしていた場面で残り時間3秒3にカイル・クーズマに逆転の3ポイントシュートを決められる。その後ホワイトがインバウンドしたボールをコーナーで取り、ブロックに来たコーリー・キスパートをポンプフェイクで躱し、更にブロックに来ていたブラッドリー・ビールの手も届かず、放った3ポイントシュートはゴールに入り再逆転、それも2日連続の逆転決勝ブザービーターとなった。2試合連続でブザービーターを決めた選手にラリー・バードがいるが、2日連続のブザービーターは初めての事だった。
22022年2月25日に8試合連続の「35得点以上・FG50%以上」を達成し、マイケル・ジョーダン、ウィルト・チェンバレンらを抜き歴代1位の記録となった。

### サクラメント・キングス
2024年7月8日にサイン・アンド・トレードでサクラメント・キングスへ移籍し、キングスと3年総額7400万ドルの契約を結んだ。 
キングス移籍1年目の2024-25シーズンでは、とくにセンターのドマンタス・サボニスとのピック・アンド・ロールで、ハンドラー・プレイメイカーとして優れた成績を残した。60試合以上出場し、1試合平均3回以上のピック・アンド・ロールを行ったハンドラーとしては、リーグで3位の効率であった。

## 個人成績

### NBA

#### レギュラーシーズン
| シーズン     | チーム       | GP   | GS   | MPG  | FG%  | 3P%  | FT%  | RPG | APG | SPG | BPG | PPG  |
| ------------ | ------------ | ---- | ---- | ---- | ---- | ---- | ---- | --- | --- | --- | --- | ---- |
| 2009–10      | TOR          | 77   | 65   | 21.6 | .498 | .250 | .763 | 2.9 | .7  | .6  | .2  | 8.6  |
| 2010–11      | TOR          | 82   | 82   | 34.8 | .467 | .096 | .813 | 3.8 | 1.8 | 1.0 | .4  | 17.2 |
| 2011–12      | TOR          | 63   | 63   | 35.0 | .422 | .261 | .810 | 3.3 | 2.0 | .8  | .3  | 16.7 |
| 2012–13      | TOR          | 82   | 82   | 36.7 | .445 | .283 | .831 | 3.9 | 2.5 | .9  | .3  | 18.1 |
| 2013–14      | TOR          | 79   | 79   | 38.2 | .429 | .305 | .824 | 4.3 | 4.0 | 1.1 | .4  | 22.7 |
| 2014–15      | TOR          | 60   | 60   | 35.0 | .413 | .284 | .832 | 4.6 | 3.6 | 1.2 | .2  | 20.1 |
| 2015–16      | TOR          | 78   | 78   | 35.9 | .446 | .338 | .850 | 4.5 | 4.0 | 1.0 | .3  | 23.5 |
| 2016–17      | TOR          | 74   | 74   | 35.4 | .467 | .266 | .842 | 5.2 | 3.9 | 1.1 | .2  | 27.3 |
| 2017–18      | TOR          | 80   | 80   | 33.9 | .456 | .310 | .825 | 3.9 | 5.2 | 1.1 | .3  | 23.0 |
| 2018–19      | SAS          | 77   | 77   | 34.9 | .481 | .156 | .830 | 6.0 | 6.2 | 1.1 | .5  | 21.2 |
| 2019–20      | SAS          | 68   | 68   | 34.1 | .531 | .257 | .845 | 5.5 | 5.6 | 1.0 | .3  | 22.1 |
| 2020–21      | SAS          | 61   | 61   | 33.7 | .495 | .257 | .880 | 4.2 | 6.9 | .9  | .2  | 21.6 |
| 2021–22      | CHI          | 76   | 76   | 36.1 | .504 | .352 | .877 | 5.2 | 4.9 | .9  | .3  | 27.9 |
| 2022–23      | CHI          | 74   | 74   | 36.2 | .504 | .324 | .872 | 4.6 | 5.1 | 1.1 | .5  | 24.5 |
| 2023–24      | CHI          | 79   | 79   | 37.8 | .480 | .333 | .853 | 4.3 | 5.3 | 1.1 | .6  | 24.0 |
| 2024–25      | SAC          | 77   | 77   | 35.9 | .477 | .328 | .857 | 3.9 | 4.4 | .8  | .4  | 22.2 |
| 通算         | 通算         | 1187 | 1175 | 34.7 | .469 | .300 | .842 | 4.4 | 4.1 | 1.0 | .3  | 21.3 |
| オールスター | オールスター | 6    | 3    | 21.2 | .563 | .125 | .800 | 4.2 | 3.7 | .8  | .0  | 13.5 |

### プレーオフ
| シーズン | チーム | GP | GS | MPG  | FG%  | 3P%  | FT%  | RPG | APG | SPG | BPG | PPG  |
| -------- | ------ | -- | -- | ---- | ---- | ---- | ---- | --- | --- | --- | --- | ---- |
| 2014     | TOR    | 7  | 7  | 40.3 | .385 | .333 | .899 | 4.1 | 3.6 | 1.1 | .3  | 23.9 |
| 2015     | TOR    | 4  | 4  | 39.8 | .400 | .375 | .824 | 6.3 | 5.8 | 1.5 | .0  | 20.3 |
| 2016     | TOR    | 20 | 20 | 37.3 | .394 | .154 | .813 | 4.2 | 2.7 | 1.1 | .2  | 20.9 |
| 2017     | TOR    | 10 | 10 | 37.3 | .434 | .067 | .888 | 4.9 | 3.4 | 1.4 | .0  | 22.4 |
| 2018     | TOR    | 10 | 10 | 35.4 | .437 | .286 | .811 | 3.6 | 4.0 | .5  | .6  | 22.7 |
| 2019     | SAS    | 7  | 7  | 35.9 | .487 | .000 | .864 | 6.7 | 4.6 | 1.1 | .1  | 22.0 |
| 2022     | CHI    | 5  | 5  | 40.6 | .411 | .000 | .867 | 5.4 | 4.8 | 1.8 | .4  | 20.8 |
| 通算     | 通算   | 63 | 63 | 37.6 | .418 | .214 | .852 | 4.7 | 3.7 | 1.1 | .2  | 21.8 |

## プレースタイル
年々向上しているジャンプシュートや3ポイントシュートに加え、コービーを彷彿とさせるようなポストムーブ、豪快なダンクも繰り出し、会場を湧かせる。最近は試合を決定付けるビックショットを楽々決めるようになってきている。かねてより苦手と言われてきたディフェンスも向上しており、チームメイトを上手く活かす利他的な面も、デローザンの特徴である。
2019年にスパーズに移籍してからは、プレイメーカーとしての能力をさらに伸ばしている。2018-2019シーズンではキャリアハイとなるAPG 6.2を記録した。
2019-2020年シーズンは苦手な3ポイントシュートの試投を減らしたこともあり、ミドルレンジシュートを主体とする選手としては異例の高確率であるシーズンFG%.531を記録した。2019年12月21日のロサンゼルス・クリッパーズ戦から2020年1月17日のアトランタ・ホークス戦までの13試合で連続して20得点以上・FG%.500以上という記録を達成した。これはガードの選手としてはマイケル・ジョーダンと並んで同数の記録である。

## 代表歴
アメリカ代表として2014年W杯とリオ五輪に出場している。

## その他
- 幼い頃から憧れの選手はコービー・ブライアントで「僕が学んだことの全てはコービーからのものだった。コービーがいなければ僕はここにいないだろう。バスケへの愛もなければ、意欲も情熱もなかっただろう。すべては彼がいたからなんだ」と語っている。[要出典]
- バッシュはコービーのシグネチャーモデル「NIKE KOBE」シリーズを愛用している。[要出典]
- 同じコンプトン出身でヒップホップミュージシャンのロディ・リッチのシングル「Die Young（英語版）」にリッチが「デローザンのようにこの町で成りあがる（大金を稼ぐ）んだ（"They know I’m ballin’ in the city like DeRozan"）」と歌っているなど[30][31]、その他のラッパー、ヒップホップ界にも影響を与えている。
- トロント・ラプターズ時代の同僚のカイル・ラウリーとは公私で親友と公言しており、デローザンが2018年にラプターズから離れた以降もたびたびその友情について言及している。[32]
- 地元コンプトンでの地域貢献・雇用創出への熱量は強く、自身のブランド「Comp10」をコンプトンのために作成した。[33]
- 母と叔母が全身性エリテマトーデスに罹患していることから、同疾患の治療開発を支援する団体「Lupus Canada」のアンバサダーを務めている。[34]
- 同郷のラッパー、ケンドリック・ラマーとは親友であり、彼のヒットソング「Not Like Us」では歌詞内で言及され、PVにも出演した。[35]